# Liga Gjergj Kastrioti (2024/2025)
Liga Gjergj Kastrioti 2024/2025 – 4. sezon wspólnych rozgrywek ligowych Albanii i Kosowa w piłce siatkowej zorganizowany przez Albański Związek Piłki Siatkowej (alb. Federata Shqiptare e Volejbollit, FSHV) oraz Związek Piłki Siatkowej Kosowa (alb. Federata e Volejbollit e Kosovës, FVK). Rozpoczął się 7 grudnia 2024 roku.
W Lidze Gjergj Kastrioti uczestniczyło osiem drużyn: po cztery z Albanii i Kosowa. Rozgrywki składały się z fazy grupowej oraz turnieju finałowego. W fazie grupowej drużyny zostały podzielone na dwie grupy, w których rozegrały ze sobą po dwa mecze. Po dwa najlepsze zespoły z obu grup awansowały do turnieju finałowego.
Turniej finałowy odbył się w dniach 1-2 marca 2025 roku w nowej hali sportowej (alb. palestra e re sportive) w Lipjanie. Po raz drugi, jednocześnie drugi raz z rzędu, mistrzem Ligi Gjergj Kastrioti został zespół Partizani, który w finale pokonał drużynę Skënderbeu Korcza. Nagrodę dla najlepszego zawodnika (MVP) otrzymał Raul Sabliqi.

## System rozgrywek
Liga Gjergj Kastrioti w sezonie 2024/2025 składała się z fazy grupowej oraz turnieju finałowego. W fazie grupowej drużyny zostały podzielone na dwie grupy (A i B). W każdej grupie znalazły się po dwa zespoły z Albanii i z Kosowa. W grupach drużyny rozegrały ze sobą po dwa mecze. Dwa najlepsze zespoły z każdej grupy awansowały do turnieju finałowego.
Turniej finałowy obejmował półfinały oraz finał. Półfinałowe pary utworzono według klucza:
- para 1: A1–B2;
- para 2: B1–A2.

Zwycięzcy półfinałów rozegrali finałowy mecz o mistrzostwo Ligi Gjergj Kastrioti.

## Drużyny uczestniczące
W Lidze Gjergj Kastrioti w sezonie 2024/2025 uczestniczyło osiem drużyn: po cztery z Albanii i Kosowa.
| Superliga                | Superliga A              |
| ------------------------ | ------------------------ |
| Partizani (Tirana)       | KV Drita (Gjilan)        |
| KSHS Skënderbeu (Korcza) | KV Ferizaj               |
| Studenti (Tirana)        | KV Peja                  |
| KS Tirana                | KV Skënderbeu (Kraishtë) |

## Hale sportowe
| Hala sportowa                                | Miejscowość |
| -------------------------------------------- | ----------- |
| Albania                                      |             |
| Palestra në Shkollën 9-vjeçare Farkë e Vogël | Tirana      |
| Pallati i sportit „Asllan Rusi"              | Tirana      |
| Pallati i sportit „Farie Hoti"               | Tirana      |
| Pallati i sportit „Tamara Nikolla"           | Korcza      |
| Kosowo                                       |             |
| Palestra e re sportive                       | Lipjan      |
| Pallati i sporteve "Bill Clinton"            | Ferizaj     |
| Palestra e sporteve "Karagaç"                | Pejë        |
| Źródło:                                      |             |

## Faza grupowa

### Grupa A

#### Tabela
| Lp. | Drużyna               | Pkt | Mecze | Mecze   | Mecze   | Sety | Sety | Sety   | Małe punkty | Małe punkty | Małe punkty |
| Lp. | Drużyna               | Pkt | M     | W (3:2) | P (2:3) | wyg. | prz. | ratio  | zdob.       | str.        | ratio       |
| --- | --------------------- | --- | ----- | ------- | ------- | ---- | ---- | ------ | ----------- | ----------- | ----------- |
| 1   | Partizani             | 18  | 6     | 6 (0)   | 0 (0)   | 18   | 1    | 18.000 | 474         | 322         | 1.472       |
| 2   | Skënderbeu (Kraishtë) | 7   | 6     | 3 (2)   | 3 (0)   | 10   | 14   | 0.714  | 465         | 537         | 0.866       |
| 3   | Drita                 | 6   | 6     | 2 (0)   | 4 (0)   | 8    | 14   | 0.571  | 445         | 505         | 0.881       |
| 4   | Tirana                | 5   | 6     | 1 (0)   | 5 (2)   | 8    | 15   | 0.533  | 481         | 501         | 0.960       |

Źródło: 
Punktacja: 3:0 i 3:1 – 3 pkt; 3:2 – 2 pkt; 2:3 – 1 pkt; 1:3 i 0:3 – 0 pkt
Zasady ustalania kolejności: 1. liczba punktów; 2. stosunek setów; 3. stosunek małych punktów; 4. bilans w bezpośrednich meczach
Legenda:     awans do półfinału

#### Terminarz i wyniki spotkań
| Data                                          | Godz. | Gospodarz             | Rezultat                                | Gość                  | Hala sportowa          | *      |
| --------------------------------------------- | ----- | --------------------- | --------------------------------------- | --------------------- | ---------------------- | ------ |
| 1. KOLEJKA                                    |       |                       |                                         |                       |                        |        |
| 7.12.2024                                     | 15:00 | Partizani             | 3:0 (25:15, 25:15, 25:16)               | Drita                 | Pallati „Asllan Rusi”  | [ 7 ]  |
| 7.12.2024                                     | 17:00 | Skënderbeu (Kraishtë) | 3:2 (25:21, 19:25, 17:25, 25:20, 15:10) | Tirana                | Pallati „Asllan Rusi”  | [ 8 ]  |
| 2. KOLEJKA                                    |       |                       |                                         |                       |                        |        |
| 8.12.2024                                     | 12:00 | Drita                 | 3:1 (25:18, 21:25, 26:24, 25:19)        | Tirana                | Pallati „Asllan Rusi”  | [ 9 ]  |
| 8.12.2024                                     | 14:00 | Partizani             | 3:0 (25:14, 25:12, 25:10)               | Skënderbeu (Kraishtë) | Pallati „Asllan Rusi”  | [ 10 ] |
| 3. KOLEJKA                                    |       |                       |                                         |                       |                        |        |
| 10.12.2024                                    | 19:30 | Skënderbeu (Kraishtë) | 3:1 (19:25, 25:15, 25:18, 25:23)        | Drita                 | Palestra e re sportive | [ 11 ] |
| 13.12.2024                                    | 19:00 | Tirana                | 0:3 (12:25, 18:25, 27:29)               | Partizani             | Pallati „Farie Hoti”   | [ 12 ] |
| 4. KOLEJKA                                    |       |                       |                                         |                       |                        |        |
| 25.01.2025                                    | 17:00 | Drita                 | 1:3 (25:20, 22:25, 11:25, 11:25)        | Partizani             | Palestra e re sportive | [ 13 ] |
| 25.01.2025                                    | 19:00 | Tirana                | 2:3 (21:25, 24:26, 25:10, 25:19, 12:15) | Skënderbeu (Kraishtë) | Palestra e re sportive | [ 14 ] |
| 5. KOLEJKA                                    |       |                       |                                         |                       |                        |        |
| 26.01.2025                                    | 12:30 | Tirana                | 3:0 (25:14, 25:19, 25:21)               | Drita                 | Palestra e re sportive | [ 15 ] |
| 26.01.2025                                    | 15:00 | Skënderbeu (Kraishtë) | 0:3 (17:25, 21:25, 21:25)               | Partizani             | Palestra e re sportive | [ 16 ] |
| 6. KOLEJKA                                    |       |                       |                                         |                       |                        |        |
| 28.01.2025                                    | 18:00 | Partizani             | 3:0 (25:22, 25:16, 25:17)               | Tirana                | Pallati „Asllan Rusi”  | [ 17 ] |
| 29.01.2025                                    | 19:00 | Drita                 | 3:0 (25:22, 25:16, 25:17)               | Skënderbeu (Kraishtë) | Palestra e re sportive | [ 18 ] |
| Godziny według strefy czasowej UTC+1. Źródło: |       |                       |                                         |                       |                        |        |

### Grupa B

#### Tabela
| Lp. | Drużyna             | Pkt | Mecze | Mecze   | Mecze   | Sety | Sety | Sety  | Małe punkty | Małe punkty | Małe punkty |
| Lp. | Drużyna             | Pkt | M     | W (3:2) | P (2:3) | wyg. | prz. | ratio | zdob.       | str.        | ratio       |
| --- | ------------------- | --- | ----- | ------- | ------- | ---- | ---- | ----- | ----------- | ----------- | ----------- |
| 1   | Skënderbeu (Korcza) | 14  | 6     | 5 (2)   | 1 (1)   | 17   | 9    | 1.889 | 592         | 524         | 1.130       |
| 2   | Ferizaj             | 9   | 6     | 3 (1)   | 3 (1)   | 12   | 11   | 1.091 | 509         | 499         | 1.020       |
| 3   | Studenti            | 9   | 6     | 3 (1)   | 3 (1)   | 11   | 12   | 0.917 | 500         | 513         | 0.975       |
| 4   | Peja                | 4   | 6     | 1 (0)   | 5 (1)   | 7    | 15   | 0.467 | 462         | 527         | 0.877       |

Źródło: 
Punktacja: 3:0 i 3:1 – 3 pkt; 3:2 – 2 pkt; 2:3 – 1 pkt; 1:3 i 0:3 – 0 pkt
Zasady ustalania kolejności: 1. liczba punktów; 2. stosunek setów; 3. stosunek małych punktów; 4. bilans w bezpośrednich meczach
Legenda:     awans do półfinału

#### Terminarz i wyniki spotkań
| Data                                          | Godz. | Gospodarz           | Rezultat                                | Gość                | Hala sportowa                   | *      |
| --------------------------------------------- | ----- | ------------------- | --------------------------------------- | ------------------- | ------------------------------- | ------ |
| 1. KOLEJKA                                    |       |                     |                                         |                     |                                 |        |
| 7.12.2024                                     | 17:00 | Ferizaj             | 3:0 (25:22, 25:13, 25:23)               | Studenti            | Palestra e re sportive          | [ 19 ] |
| 7.12.2024                                     | 19:30 | Skënderbeu (Korcza) | 3:1 (23:25, 25:20, 25:23, 25:19)        | Peja                | Palestra e re sportive          | [ 20 ] |
| 2. KOLEJKA                                    |       |                     |                                         |                     |                                 |        |
| 8.12.2024                                     | 12:30 | Ferizaj             | 1:3 (25:22, 17:25, 19:25, 24:26)        | Skënderbeu (Korcza) | Palestra e re sportive          | [ 21 ] |
| 8.12.2024                                     | 15:00 | Studenti            | 3:1 (26:24, 23:25, 25:21, 26:24)        | Peja                | Palestra e re sportive          | [ 22 ] |
| 3. KOLEJKA                                    |       |                     |                                         |                     |                                 |        |
| 12.12.2024                                    | 18:00 | Skënderbeu (Korcza) | 3:0 (25:16, 25:20, 25:18)               | Studenti            | Pallati „Tamara Nikolla”        | [ 23 ] |
| 12.12.2024                                    | 19:00 | Peja                | 3:0 (25:16, 25:20, 25:18)               | Ferizaj             | Palestra „Karagaç”              | [ 24 ] |
| 4. KOLEJKA                                    |       |                     |                                         |                     |                                 |        |
| 25.01.2025                                    | 15:00 | Studenti            | 2:3 (22:25, 21:25, 25:16, 25:21, 13:15) | Ferizaj             | Shkolla 9-vjeçare Farkë e Vogël | [ 25 ] |
| 25.01.2025                                    | 17:00 | Peja                | 2:3 (12:25, 27:25, 25:23, 11:25, 10:15) | Skënderbeu (Korcza) | Shkolla 9-vjeçare Farkë e Vogël | [ 26 ] |
| 5. KOLEJKA                                    |       |                     |                                         |                     |                                 |        |
| 26.01.2025                                    | 12:00 | Skënderbeu (Korcza) | 3:2 (20:25, 22:25, 25:23, 25:23, 15:10) | Ferizaj             | Shkolla 9-vjeçare Farkë e Vogël | [ 27 ] |
| 26.01.2025                                    | 14:00 | Studenti            | 3:0 (25:21, 25:22, 25:23)               | Peja                | Shkolla 9-vjeçare Farkë e Vogël | [ 28 ] |
| 6. KOLEJKA                                    |       |                     |                                         |                     |                                 |        |
| 29.01.2025                                    | 14:00 | Studenti            | 3:2 (22:25, 25:16, 20:25, 25:22, 15:13) | Skënderbeu (Korcza) | Pallati „Asllan Rusi”           | [ 29 ] |
| 30.01.2025                                    | 20:00 | Ferizaj             | 3:0 (25:20, 25:16, 25:18)               | Peja                | Pallati „Bill Clinton”          | [ 30 ] |
| Godziny według strefy czasowej UTC+1. Źródło: |       |                     |                                         |                     |                                 |        |

## Turniej finałowy
Miejsce: Palestra e re sportive, Lipjan
Godziny według czasu lokalnego (UTC+1)

### Drabinka
|  |           |                       |           |                     |   |       |           |       |
|  | Półfinały | Półfinały             | Półfinały |                     |   | Finał | Finał     | Finał |
|  | Półfinały | Półfinały             | Półfinały |                     |   | Finał | Finał     | Finał |
|  |           |                       |           |                     |   |       |           |       |
|  |           |                       |           |                     |   |       |           |       |
|  | A1        | Partizani             | 3         |                     |   |       |           |       |
|  | A1        | Partizani             | 3         |                     |   |       |           |       |
|  | B2        | Ferizaj               | 0         |                     |   |       |           |       |
|  | B2        | Ferizaj               | 0         |                     |   | A1    | Partizani | 3     |
|  |           |                       |           |                     |   | A1    | Partizani | 3     |
|  |           |                       | B1        | Skënderbeu (Korcza) | 1 |       |           |       |
|  | B1        | Skënderbeu (Korcza)   | B1        | Skënderbeu (Korcza) | 1 | 3     |           |       |
|  | B1        | Skënderbeu (Korcza)   |           |                     |   |       |           |       |
|  | A2        | Skënderbeu (Kraishtë) | 0         |                     |   |       |           |       |
|  | A2        | Skënderbeu (Kraishtë) | 0         |                     |   |       |           |       |
|  |           |                       |           |                     |   |       |           |       |

Źródło: 

### Półfinały
| 1 marca 202516:00 Źródło: | Partizani | 3:0(25:23, 25:21, 25:17) | Ferizaj | Palestra e re sportive, Lipjan Sędzia: Burim Zymeri i Ardit Nurja |
| 1 marca 202516:00 Źródło: |           | 3:0(25:23, 25:21, 25:17) |         | Palestra e re sportive, Lipjan Sędzia: Burim Zymeri i Ardit Nurja |

| 1 marca 202519:00 Źródło: | Skënderbeu (Kraishtë) | 0:3(15:25, 22:25, 22:25) | Skënderbeu (Korcza) | Palestra e re sportive, Lipjan Sędzia: Endri Zguri i Liridon Pllana |
| 1 marca 202519:00 Źródło: |                       | 0:3(15:25, 22:25, 22:25) |                     | Palestra e re sportive, Lipjan Sędzia: Endri Zguri i Liridon Pllana |

### Finał
| 2 marca 202517:00 Źródło: | Partizani | 3:1(22:25, 25:13, 25:23, 27:25) | Skënderbeu (Korcza) | Palestra e re sportive, Lipjan Sędzia: Istref Elezaj i Ardit Nurja |
| 2 marca 202517:00 Źródło: |           | 3:1(22:25, 25:13, 25:23, 27:25) |                     | Palestra e re sportive, Lipjan Sędzia: Istref Elezaj i Ardit Nurja |